# Tetragnatha riveti
Tetragnatha riveti är en spindelart som beskrevs av Lucien Berland 1913. Tetragnatha riveti ingår i släktet sträckkäkspindlar, och familjen käkspindlar.
Artens utbredningsområde är Ecuador. Inga underarter finns listade i Catalogue of Life.